# Bewustzijnsschaal van Hawkins
De bewustzijnsschaal van Hawkins is een logaritmische schaal, ontwikkeld door de Amerikaanse psychiater David R. Hawkins, die verschillende niveaus van het menselijke bewustzijn weergeeft.

## Werkwijze
Hawkins heeft zijn schaal gekoppeld aan het chakrastelsel van de mens, formuleerde kwaliteiten die daarbij passen en deed talloze kinesiologische (spier)testen om de bewustzijnsschaal te ijken en te valideren. Het onderzoek is wetenschappelijk niet gevalideerd.

## Bewustzijnsschaal
De bewustzijnsniveaus lopen op van een schaal van 1 tot 1000, van een "laag bewustzijn" naar een "hoog bewustzijn". De schaal is verdeeld in zeventien lagen, waarbij de bovenste laag staat voor het ultieme bewustzijn en de onderste laag voor het laagste bewustzijn. Elk bewustzijnsniveau zou correleren met specifieke gedachten, emoties, gedrag, overtuigingen, attitudes en wereldbeelden. Iedere verhoging op de bewustzijnsschaal zou meer gevoel van kracht, welzijn en geluk geven en zou alles radicaal in iemands leven kunnen veranderen.
| Niveau | Belang       |
| 700+   | Verlicht     |
| 600    | Vrede        |
| 540    | Vreugde      |
| 500    | Liefde       |
| 400    | Rede         |
| 350    | Acceptatie   |
| 310    | Bereidwillig |
| 250    | Neutraliteit |
| 200    | Moed         |
| 175    | Trots        |
| 150    | Woede        |
| 125    | Verlangen    |
| 100    | Angst        |
| 75     | Verdriet     |
| 50     | Apathie      |
| 30     | Schuld       |
| 20     | Schaamte     |

## Kenmerken
In de bewustzijnsniveaus van 0 tot 100 is er geen grote drang om te leven. De emoties behorend tot deze niveaus veroorzaken een negatieve passiviteit en een zware, negatieve energie. Bij bewustzijnsniveaus van 100 tot 200 ervaart men gevoelens die te herkennen zijn aan zelfhandhaving en een hyperactiviteit. Mensen met bewustzijnsniveaus boven 200 zijn min of meer harmonieuze persoonlijkheden met een positieve kijk op het leven. Veel beroemde wetenschappers en uitvinders zouden functioneren op het niveau tussen 400 en 500, waarbij het verstand een dominante rol speelt. Het niveau vanaf 500 wordt gekenmerkt door onvoorwaardelijke liefde voor alles en iedereen. Bij 600 is de zoektocht naar verlichting het belangrijkste doel en vanaf het niveau van 700 is er sprake van een verlicht bewustzijn.
Als voorbeeld schaalde Hawkins Jezus, Krishna en Boeddha op 1000, Mahatma Gandhi, Moeder Theresa en Albert Schweitzer op 700, Isaac Newton, Albert Einstein en Sigmund Freud op 499 en mensen als Adolf Hitler ver onder de 250.

### Omslagpunt
In het midden bevindt zich het kritische omslagpunt "moed", dat nodig is om omhoog te klimmen op de bewustzijnsschaal. Alle niveaus hieronder gaan over "overleven", de survival mode. Hoe lager het niveau, hoe meer het bewustzijn gekarakteriseerd wordt door egocentrische impulsen die ontstaan vanuit deze survival-modus. Alle niveaus onder de 200 zouden vertaald kunnen worden naar het hebben van een vernauwd bewustzijn, wat zou leiden tot een geforceerd en destructief leven. Dit zou dan ook vaak het punt zijn waarop men ervaart dat het zo niet langer kan, dat de pijn en het lijden te groot wordt en men aan zijn of haar persoonlijke groei besluit te werken.

## Wisselende niveaus
Volgens Hawkins is het bewustzijnsniveau bij ieder mens verschillend en kan het van tijd tot tijd en per situatie variëren. De staat van bewustzijn kan bijvoorbeeld fluctueren per levensthema of levensgebied. Zo kun je in een liefdesrelatie op het niveau van "liefde" zitten, maar zit je door een rookverslaving op dat gebied op het niveau van "verlangen". Ook kan de omgeving invloed hebben op het bewustzijnsniveau. Negatieve informatie via de televisie kan het bewustzijn bijvoorbeeld tijdelijk verlagen. Desondanks zou iedereen een "normale staat van bewustzijn" hebben, een bepaald niveau waarin de meeste tijd wordt doorgebracht. Volgens Hawkins verkeerde - toen hij nog leefde, dus vóór 2012 - ongeveer 85 procent van de mensheid op een bewustzijnsniveau van minder dan 200. Gevoelens van angst, begeerte en boosheid zouden toen bij het overgrote deel van de mensheid overheerst hebben.

## Kritiek
Hawkins werd vooral bekritiseerd om zijn toepassing en bijzondere interpretatie van de kinesiologie. Aangezien het instrument van de kinesiologie niet wetenschappelijk erkend is, zijn de resultaten noch wetenschappelijk noch objectief begrijpelijk. Sommige kinesiologen hebben kritiek op Hawkins omdat hij de kinesiologie zeer specifiek interpreteert, wat niet meer in overeenstemming is met de klassieke methode. Daarnaast vinden critici de toegewezen bewustzijnsniveaus van 1-1000 te reductionistisch. De betekenis van één enkel getal is te gering en kan niet dienen als één enkele karakteristieke beschrijving. Verder kende Hawkins zeer hoge waarden toe aan zijn eigen boeken. Zo heeft hij zijn boek I: Reality and Subjectivity gekalibreerd op 999,8 (aan de top van zijn schaal), veel hoger dan veel andere religieuze of spirituele geschriften in de menselijke geschiedenis. Bovendien beschreef Hawkins zichzelf als spiritueel gevorderd. Critici zien dit als zelfverheerlijking waarmee Hawkins zichzelf immuun zou maken voor argumentatie en kritiek.

## Vergelijkbare schaal
De bewustzijnsschaal van Hawkins vertoont gelijkenissen met de toonschaal van emoties, die een rangschikking van emoties in de juiste volgorde biedt. Ook in het boek Ask and It is Given wordt over deze Emotional Guidance Scale gesproken. Volgens Abraham Hicks is het een schaal van emoties variërend van positieve emoties zoals vreugde, waardering en liefde (de hoogste) tot angst, wanhoop en machteloosheid (de laagste). Deze schaal van emoties zou ons helpen te bepalen waar onze vibratie ligt. Hoe dichter men bij vreugde is, hoe hoger zijn vibratie en hoe verder van vreugde, hoe lager de vibratie.